# Salmo balcanicus
Salmo balcanicus – gatunek ryby z rodziny łososiowatych (Salmonidae).

## Występowanie i biologia
Endemiczny pstrąg, występujący w Jeziorze Ochrydzkim. Salmo balcanicus to jeden z czterech różnych pstrągów występujących w Jeziorze Ochrydzkim, obok S. aphelios, S. letnica i S. lumi. Gatunki pstrągów ochrydzkich różnią się czasem rozrodu i siedliskiem, przez co w praktyce uważa się, że są one od siebie odizolowane pod względem rozrodczym. Dane genetyczne nie potwierdziły jednak tego rozróżnienia. 
Salmo balcanicus odbywa tarło od października do stycznia przy wylocie z jeziora rzeki Czarny Drin, na północno-zachodnim krańcu jeziora, w pobliżu granicy macedońsko-albańskiej. Ponieważ rzeka została spiętrzona, podejrzewa się, że populacja mogła wyginąć. Jego ikra ma zazwyczaj bladoróżowy kolor. Dorasta do 40 cm długości i 2 kg masy ciała.